# Istiofòrids

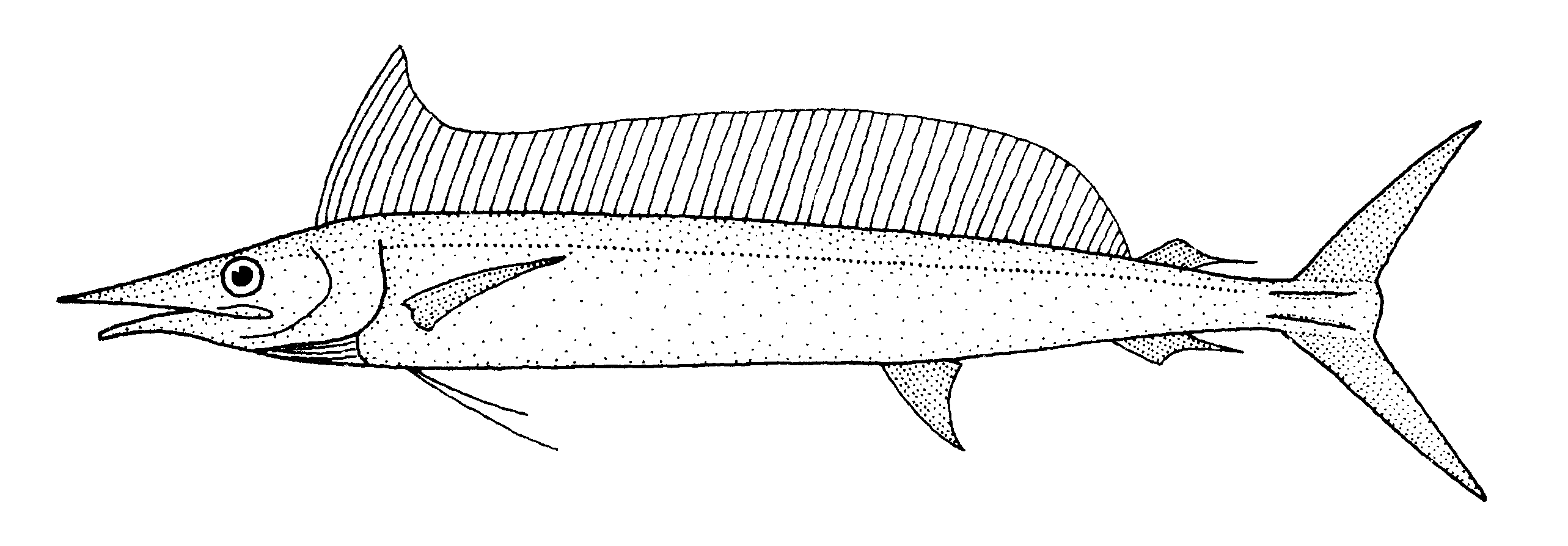
Marlí de morro curt (Tetrapturus angustirostris)

Els istiofòrids (Istiophoridae) són una família de peixos teleostis de l'ordre dels Perciformes. Inclou els marlins i els peixos vela. A les illes Balears les espècies del gènere Tetrapturus es coneixen amb el nom genèric d'agulla.

## Particularitats

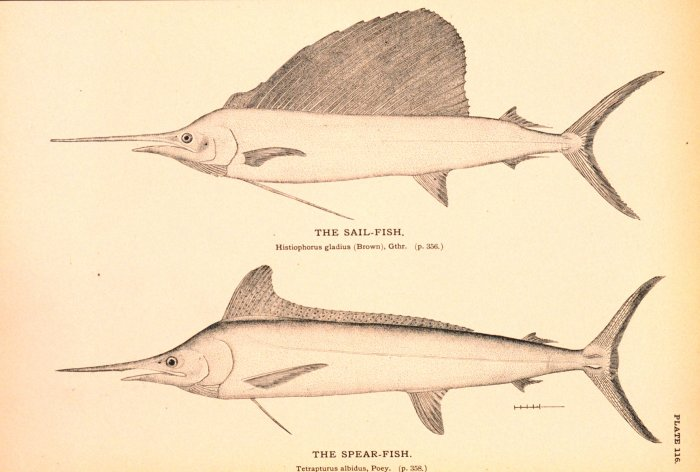
A dalt peix vela, gènere Istiophorus; A baix marlí blanc, gènere Tetrapturus.

Són peixos de gran importància econòmica i, per regla general, llur carn es congela directament o també es comercialitza fumada. Malauradament algunes espècies s'estan pescant de forma no sostenible. Són també peixos molt apreciats a la pesca esportiva.
Els peixos d'aquesta família la família es troben en relació molt estreta amb la família dels escòmbrids (Scombridae). Hi ha una clara diferència entre les espècies de l'Atlàntic i les de la conca Indo-Pacífica.

## Gèneres i espècies
- Gènere Istiophorus
  - Istiophorus albicans — peix vela de l'Atlàntic
  - Istiophorus platypterus — peix vela de l'Indo-Pacífic
- Gènere Makaira
  - Makaira indica — marlí negre
  - Makaira mazara — marlí blau de l'Indo-Pacífic
  - Makaira nigricans — marlí blau de l'Atlàntic
- Gènere Tetrapturus
  - Tetrapturus albidus — marlí blanc de l'Atlàntic, agulla blanca
  - Tetrapturus angustirostris — marlí de morro curt
  - Tetrapturus audax — marlí estriat, marlí ratllat
  - Tetrapturus belone — marlí blanc del Mediterrani, agulla de paladar
  - Tetrapturus georgii — marlí d'escates rodones
  - Tetrapturus pfluegeri — marlí de punxa llarga